# Hatfield Heath
Hatfield Heath är en by och en civil parish i Uttlesford i Essex i England. Orten har 1 670 invånare (2001).